# ویزمشاید
ویزمشاید (به آلمانی: Wiesemscheid) یک شهر در آلمان است که در اهرویلر واقع شده‌است. ویزمشاید ۲۶۵ نفر جمعیت دارد.